# 松崎啄也
松崎 啄也（まつざき たくや、1992年1月20日 - ）は、栃木県鹿沼市出身の元プロ野球選手（捕手、一塁手）。

## 経歴

### プロ入り前
鹿沼市立菊沢東小学校の2年次より菊東スポーツで野球を始め、鹿沼市立北中学校に在学時は鹿沼ボーイズに所属した。
作新学院高等学校では3年次の夏に4番として活躍し、第91回全国高等学校野球選手権大会に同高は31年ぶりの甲子園出場を果たした。同大会の1回戦で長野日大に敗れるものの、4番捕手で先発出場して、3安打1打点の成績を残した。
作新学院大学に進学後、日本製紙石巻に入社した。捕手として所属していたが、2015年は主に一塁手での出場が多かった。
2015年10月22日、ドラフト会議において読売ジャイアンツに8位指名を受けて入団。背番号は「69」で、契約金は3,000万円、年俸は800万円と推定される。内野手として指名されたが、本職の捕手として選手登録されることとなった。

### プロ入り後
2016年は二軍で5試合に出場し、3安打1打点、打率は.214だった。
2017年も一軍昇格はなく、10月28日に自由契約になることが発表された。戦力外通告の選手とは別で発表されており、育成選手として再契約の提示がなされると報道された。この時の交渉については発表されていないが11月15日にマツダスタジアムで開かれた12球団合同トライアウトへ参加し、シートバッティング形式による対戦で、5人の投手に対して四球を1つ選ぶも他は0安打3三振という結果に終わり、他球団から声がかかることはなかった。

### プロ退団後
地元栃木県鹿沼市の社会人野球クラブチーム・鹿沼39が仲介し、2018年1月22日より鹿沼市役所の非常勤職員として勤務しながら公務員試験の受験を目指すこととなった。将来的には高校や大学でコーチ業に携わりたいと語っている。2019年からは鹿沼39に捕手として入団しており、2020年からは内野手登録に変更。
2022年は、同じ栃木県内の社会人野球クラブチーム・コットンウェイ硬式野球倶楽部に所属していた。

## 詳細情報

### 年度別打撃成績
- 一軍公式戦出場なし

### 背番号
- 69（2016年 - 2017年）[2]

### 登場曲
- 「晴伝説」湘南乃風（2016年 - 2017年）